# 2021년 3월 죽음
다음은 2021년 3월에 사망한 저명한 인물 목록이다.
- 3월 2일
  - 대한민국의 소설가 김태영
  - 자메이카의 음악가 버니 웨일러
- 3월 3일
  - 대한민국의 군인 변희수
  - 대한민국의 가수 이용규
- 3월 4일 - 대한민국의 아나운서 김태욱
- 3월 5일 - 남아프리카 공화국의 영화배우 데이비드 베일리
- 3월 8일 - 대한민국의 배우 이지은
- 3월 9일
  - 영국의 물리학자 존 폴킹혼
  - 미국의 음악가 제임스 리바인
  - 남아프리카 공화국의 영화배우 클리프 사이먼
- 3월 10일 - 소말리아의 제4대 대통령 알리 마디 마하메드
- 3월 12일 - 아프리카의 군주 굿윌 즈웰리티니
- 3월 13일
  - 대한민국의 정치인 강보성
  - 대한민국의 만화가 김삼
  - 일본의 체조선수 오노 기요코
- 3월 14일 - 미국의 영화배우 헨리 대로우
- 3월 15일
  - 대한민국의 정치인 이경재
  - 미국의 영화배우 야핏 코토
- 3월 16일 - 대한민국의 공무원 정광수
- 3월 17일
  - 대한민국의 정치인 박세환
  - 탄자니아의 제5대 대통령 존 마구풀리
- 3월 19일 - 대한민국의 가수 김도마
- 3월 20일 - 대한민국의 기업인 남문기
- 3월 21일
  - 대한민국의 군인 김영관
  - 폴란드의 시인 아담 자가예프스키
- 3월 22일 - 미국의 농구선수 엘진 베일러
- 3월 23일
  - 대한민국의 기초지방자치단체장 조태진
  - 미국의 영화배우 조지 시걸
  - 미국의 철학자 에드먼드 게티어
- 3월 24일
  - 미국의 영화배우 제시카 월터
  - 조선민주주의인민공화국의 지휘자 김병화
- 3월 25일
  - 프랑스의 영화감독 베르트랑 타베르니에
  - 미국의 소설가 비버리 클리어리
- 3월 26일
  - 대한민국의 정치인 지갑종
  - 대한민국의 정치인 강명순
- 3월 27일
  - 대한민국의 기업인 신춘호
  - 대한민국의 정치인 박형규
- 3월 28일
  - 마다가스카르의 제6대 대통령 디디에 라치라카
  - 홍콩의 영화배우 요계지
- 3월 29일
  - 대한민국의 축구선수 박경호
  - 알바니아의 정치인 바시킴 피노